# Eduard Dallmann

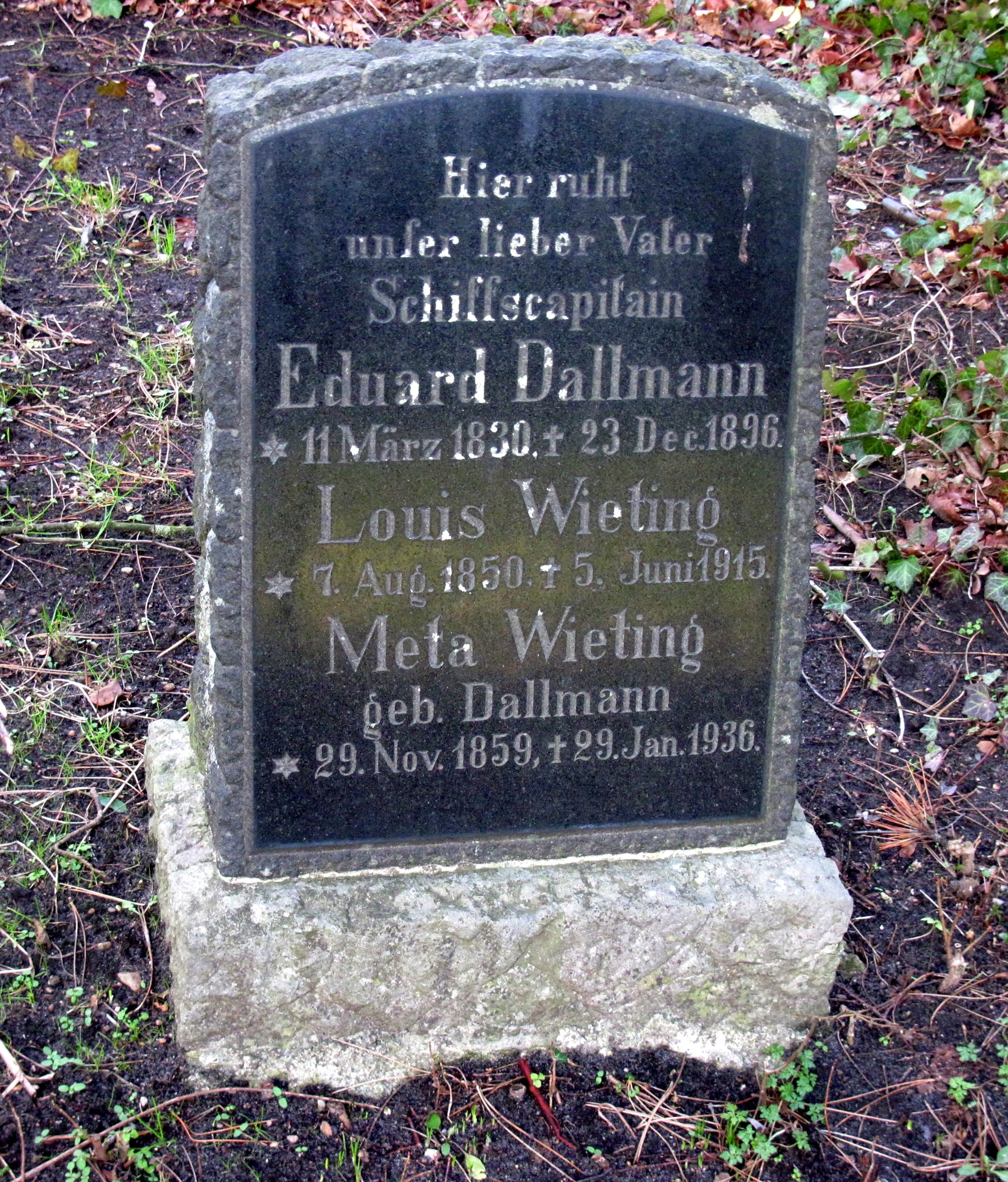
Lápida de la familia Dallman en Bremen

Eduard Dallmann (nacido el 11 de marzo de 1830 en Blumenthal, cerca de Bremen, murió el 23 de diciembre de 1896 en el mismo lugar) era un ballenero alemán, comerciante y explorador polar.
Dallmann comenzó sus aventuras a los 15 años como un joven marinero. En 1866 se convirtió en capitán del barco hawaiano W.C. Talbot, emprendiendo viajes comerciales en los mares de Bering y Chukchi a lugares en Alaska y Chukotka. Fue el primer europeo registrado en poner un pie en la isla Wrangel. De 1867 a 1870 dirigió el ballenero Count Bismarck en un crucero
ballenero a los trópicos del Pacífico, el Mar de Ojotsk y los mares de Bering y Chukchi.
En 1872/74, cuando las ballenas comenzaron a escasear en las aguas árticas, Dallmann recibió el encargo de explorar los mares antárticos en el barco de vapor Grönland. La operación fue moderadamente exitosa desde el punto de vista de la caza de ballenas, sin embargo, Dallmann hizo muchos descubrimientos importantes alrededor de la Antártida durante esta expedición, la primera de las cuales fue el Estrecho de Bismarck y la cartografía de
las islas Anvers, Brabant, Liege y Kaiser-Wilhelm. Todavía en Grönland, pasó la temporada de caza de ballenas de 1875 como experto en los balleneros Davis Strait y Baffin Bay.
Entre 1877 y 1884, en nombre del financiero ruso Baron von Knoop, Dallmann hizo intentos anuales de transportar mercancías al Golfo de Ob y al Golfo Yenisei para intercambiarlas por granos y otros cargamentos traídos por esos grandes ríos siberianos por medio de barcazas. Debido a las condiciones de hielo en el mar de Kara, de un total de siete intentos, solo cuatro tuvieron éxito. Finalmente, von Knoop detuvo la difícil aventura para reducir las pérdidas. A pesar de los fracasos, Dallmann había tenido la rara oportunidad de explorar muchas islas y costas del mar Kara que pocos europeos habían visto.
Después de abandonar las aguas del Ártico para siempre, Dallmann se convirtió en el capitán del barco de vapor Samoa en 1884. Su barco trajo la "Expedición científica Otto Finsch a la (poco explorada) costa norte de Nueva Guinea.
Entre 1887 y 1893 siguió explorando la costa norte de Nueva Guinea en nombre de la Compañía Alemana de Nueva Guinea. Muchas islas y estrechos en esa área fueron nombrados por él durante ese tiempo. Honores
El Monte Dallmann en la Cordillera Shcherbakov en la Antártida recibió su nombre en honor a este explorador alemán. El Instituto Alfred Wegener ha nombrado una estación de investigación en King George Island en honor de Eduard Dallmann
En Blumenthal, su ciudad natal en el Bajo Weser, hay una calle y una fuente en el viejo mercado que llevan su nombre.
También hay un "Puerto Dallmann" en Papúa Nueva Guinea en su memoria.